# Камалетдинова, Фарида Мирсаяповна
Камалетдинова Фарида Мирсаяповна (25 августа, 1916 год, Малояз, Златоустовский уезд, Уфимская губерния — 15 января, 2008 год, Уфа) — советская, российская актриса. Народная артистка Башкирской АССР (1972). Заслуженная артистка Башкирской АССР (1964). Член Союза театральных деятелей (1967).

## Биография
Камалетдинова Фарида Мирсаяповна родилась 25 августа 1916 года в селе Малояз Златоустовского уезда Уфимской губернии, ныне Салаватского района Республики Башкортостан.

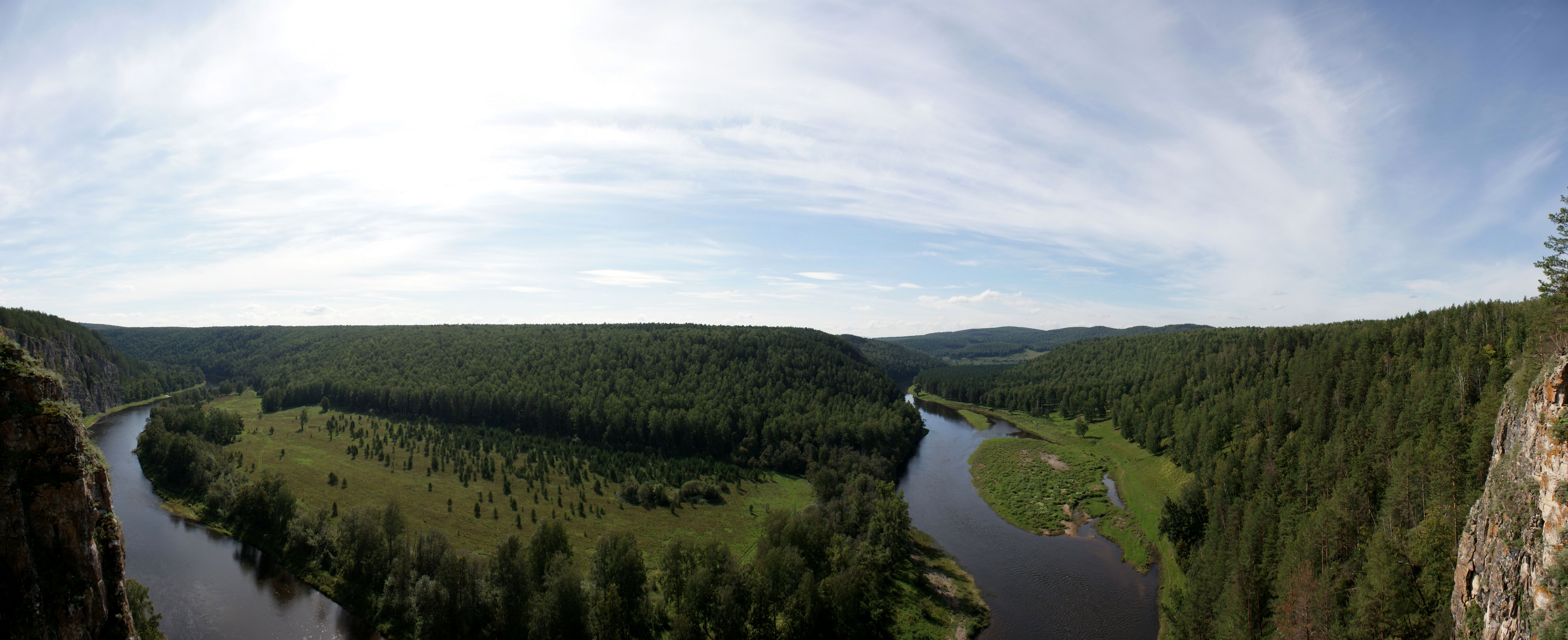
Река Ай в Салватском районе Республики Башкортостан

Ее отец Мирсаяп Камалетдинов погиб в Гражданскую войну. Мать, согласно традициям, вышла замуж за одного из братьев Мирсаяпа. Фарида окончила четыре класса в селе Малояз, затем школу колхозной молодежи в Лаклах. После завершения учебы в ШКМ Фарида устроилась на работу в аптеку.
В 1932 году Фарида Камалетдинова приезжает в Уфу и поступает в Башкирский техникум искусств (курс Хажи Бухарского). Здесь на первом курсе она знакомится с будущей актрисой Рагидой Янбулатовой, дружба с которой продлится всю жизнь.
В 1935 году после окончания Башкирского техникума искусств Фарида Мирсаяповна поступила в труппу Башкирского академического театра драмы, где проработала до 1977 года.
В 1938 году она выходит замуж за будущего народного артиста РСФСР и БАССР Хусаина Кудашева. Это был не только удачный супружеский, но и успешный творческий тандем. Лишь преждевременная кончина Хусаина Кудашева в 1986 году во время гастролей в Сирии смогла разлучить эту звездную пару Башкирского театра.
Дебютировала Фарида Камалетдинова в роли Полины в спектакле «Доходное место» по одноименной пьесе А. Островского (1935). Знатоки отмечают, одну из своих лучших ранних ролей начинающая актриса исполнила, создав образ простодушного и по-детски непосредственного человека. Привлекательная внешность, музыкальная речь Ф. Камалетдиновой, сценическое обаяние в сочетании с трудолюбием сделали её одной из самых ярких звезд Башкирского академического театра. Выдающийся реформатор башкирского театра, режиссёр Макарим Магадеев (1901−1938) сказал про неё: «В театре появилась звезда с голосом соловья».
Следующая роль Фариды Камалетдиновой — Агафья Тихоновна в «Женитьбе» Н.Гоголя стала ее «визитной карточкой»: в течение 30 лет спектакль не сходил с афиш театра. К числу значительных работ Ф. Камалетдиновой принадлежит также Кормилица («Ромео и Джульетта» У. Шекспира). Еще в 1941 году актриса создала образ Джульетты, но война помешала воплотить ее на сцене. Только через 30 лет театр снова вернулся к этому произведению Шекспира, и всю силу мечты Фарида Мирсаяповна вложила в другой образ. Не случайно многие, в частности известный драматург Ибрагим Абдуллин, считали, что Кормилица Фариды Камалетдиновой — «… лучшая из всех известных…».
Ф.Камалетдинова — разноплановая актриса, ей были свойственны и глубокий драматизм, и комедийная легкость. Особенности творческой индивидуальности Камалетдиновой— тонкая передача чувств, точность разработки внешнего рисунка роли, лиризм.
Основные роли актрисы: Марзия («Ул ҡайтты» — «Он вернулся» А. К. Атнабаева), Зульхабира («Айгуль иле»), Хандугас («Зимагорҙар» — «Зимогоры» С. М. Мифтахова), в классич. драматургии — Полина («Төшөмлө урын» — «Доходное место» А. Н. Островского; дебют, 1935), Пелагея («Мещандар» — «Мещане» М. Горького), Кормилица («Ромео менән Джульетта» — «Ромео и Джульетта»), Бианка («Отелло»; обе — У. Шекспира), Матрёна («Ҡараңғылыҡ хөкөм һөргәндә» — «Власть тьмы» Л. Н. Толстого), среди которых особой актерской удачей называли роль Агафьи Тихоновны («Өйләнеү» — «Женитьба» Н. В. Гоголя).
Актриса тонко чувствовала время, потому её роли Гульбики («Одинокая береза» М.Карима), Марзии («Он вернулся» А. Атнабаева), Зульфии («Свояки»), Вали («С сердцем не шутят»), Хуснури («Судьба одной любви», все — И. Абдуллина), Миляуши («Весенняя песня» Н. Наджми), Альфии («К нам приехали»), Тайбы («Белая сирень», оба — Н. Асанбаева) были близки и понятны зрителю. В образе Тони Тумановой («Как закалялась сталь» Н. Островского) ей удалось передать глубину чувств героини, лиризм в сочетании с точностью и строгостью стиля игры, не позволяющей ей выйти за определенные рамки.
Даматичные и эмоциональные образы Хандугас («Зимагоры» С. Мифтахова), Вали Борц («Герои» В. Галимова по роману А. Фадеева «Молодая гвардия»), Зульхабиры («Страна Айгуль» М. Карима), Райхан («Райхан» Н. Исанбета), созданные Фаридой Камалетдиновой, не оставляли зрителей равнодушными, заставляли снова и снова мысленно возвращаться к этим образам, чтобы попытаться понять глубину трагедии их жизни.

## Звания и награды
- Медаль «За трудовое отличие» (8 июня 1955).
- «Народная артистка Башкирской АССР» (1972).
- «Заслуженная артистка Башкирской АССР» (1964) .
- Почётная грамота Башкирской АССР.